# Luca Antonio Porzio
Luca Antonio Porzio (Amalfi, Reino de Nápoles, 1637 - 1715), en latín "Portius", fue un médico de Italia, nativo de Nápoles, y profesor de anatomía y medicina en la Real Universidad de Nápoles. Fue inducido, por la importancia de las grandes dolencias de Viena en 1684, a llevar a cabo un recorrido médico desde Venecia por Vicenza, Verona, Trent, Innsbruck, Moenichen y Linz, a la capital del Imperio de Austria. Allí el no solo fue testigo de las domésticas y nativas enfermedades de Viena, sino también las enfermedades presentadas por los soldados quienes habían regresado allí mal de salud, desde los campamentos de Buda y Gran, donde unas grandes fuerzas habían sido reunidas  ("The Edinburgh medical and surgical journal", Edinburgh, 1852)

## Biografía
Porzio fue un médico nacido en Amalfi, Reino de Nápoles. Enseñó medicina en Roma en 1672 y se trasladó a Viena durante la guerra contra los turcos, para estudiar las enfermedades habituales en la milicia, ejerciendo la medicina en el ejército de Austria. Al ocuparse de sus enfermedades cuando regresaban de sus campañas y al ocuparse de la medicina militar, todas los demás estudios ocuparon un rango secundario y después del segundo sitio de Viena, publicó sus observaciones sobre la conservación de la salud del personal durante la guerra, en un tratado titulado "De militis in castris sanitate tuenda", Viena, 1685, reimpreso en Nápoles y Holanda.
Porzio dejó escritas otras obras, una suerte de comentario sobre Erasístrato y otra de un libro de Hipócrates sobre medicina antigua. Su anterior tratado fue traducido al francés como "La medicine militaire ou l'art de conserver la santé des soldats dans les camps", publicado en París en 1744, donde examina especialmente las causas que producen habitualmente las enfermedades o dolencias en el transcurso de una guerra, como prevenirlas y cuidarlas cuando se desarrollan. Aunque la obra de Porzio que le dio mayor reputación fue "L. A. Portii opera omnia medica, philosophica et mathematica", publicada en Nápoles en 1756 y compuesta de dos volúmenes.

## Obras
- L. A. Portii opera omnia medica, philosophica et mathematica, Napoli, 1756, 2 vols. in 4º.
- The soldier's Vade Mecum:..., London, 1747.
- La medicine militaire ou l'art de conserver la santé des soldats dans les camps, París, 1744.
- De motu corporum nonunlla et De nonnullis fontibus naturalibus, Neapoli, 1704.
- De morbis artificum diatriba, 1703.
- Opuscula et fragmenta de tumoribus, Naples, 1701, in-12º.
- Opuscula et fragmenta varia, Neapoli, 1701.
- De militis in castris sanitate tuenda, Viena, 1685.
- Dissertationes variae, Venetiis, 1684.
- Erasistratus; sive, de sanguinis missione, Venetiis, 1683.
- In Hippocratis librum De veteri medicina, Romae, 1681.
- Del sorgimento de'licori nelle fistole......, Vinezia, 1667.
- Lettere e discorsi accademici di Lucantonio Porzio, Napoli, 1711.